# Patricio Araujo
Patricio Araujo Vázquez (* 30. Januar 1988 in Colima, Colima) ist ein ehemaliger mexikanischer Fußballspieler, der als Verteidiger fungiert und auch unter dem Spitznamen Pato (die Ente) bekannt ist. Er kam bereits als Fünfzehnjähriger zum Club Deportivo Guadalajara, bei dem er als Profi von 2005 bis 2016 unter Vertrag stand.

## Verein
Sein Profidebüt in der mexikanischen Primera División gab er am 29. Oktober 2005 in einem Heimspiel des CD Guadalajara gegen den Club Atlético Morelia, das mit 1:2 verloren wurde. In der Apertura 2006 gewann er mit dem Verein dessen insgesamt elften Meistertitel.
In der Saison 2015/16 spielte er auf Leihbasis für den Club Puebla, der ihn ein Jahr später erwarb und bei dem er bis 2018 unter Vertrag stand.

## Nationalmannschaft
Nur wenige Wochen vorher gelang ihm sein erster großer Triumph. Als Kapitän der mexikanischen U-17-Nationalmannschaft führte er seine Mitspieler zum Gewinn der U-17-Fußball-Weltmeisterschaft 2005 in Peru. Die bei einem solchen Wettbewerb erstmals erfolgreichen Mexikaner wussten vor allem in der Endphase dieses Turniers zu überzeugen, als sie im Halbfinale die Niederländer mit 4:0 überrollten und im Endspiel auch gegen den Titelverteidiger Brasilien mit 3:0 deutlich die Oberhand behielten.

## Erfolge
- Mexikanischer Meister: Apertura 2006
- U-17-Weltmeister: 2005